# 白石市立白石中学校
白石市立白石中学校(しろいししりつ しろいしちゅうがっこう)は、宮城県白石市にある公立中学校。なお、北海道札幌市白石区の白石中学校とは姉妹校である。

## 校訓
- 不撓不屈、友愛、自主[1]

## 沿革
- 1947年 - 白石町立白石中学校として設立。
- 1947年 - 帽章・バッジ制定。
- 1949年 - 五日制・教科教室制実施。
- 1949年 - 放送機材設備。
- 1950年 - 帽章・バッジ改正。
- 1950年 - 校旗・校歌制定。
- 1952年 - 応援歌制定。
- 1953年 - 校内電話取り付け。
- 1954年 - 白石市となった為、白石市立白石中学校に改称。
- 1955年 - 火災の為、西側十二教室焼失。
- 1956年 - 実務学級教室完成。
- 1956年 - 復旧校舎完成。
- 1969年 - 姉妹校札幌市立白石中学校を訪問。
- 1979年 - 校木として"けやき"を決定した。
- 1988年 - 白石市立東中学校が分離開校[1]
- 1990年 - 新校舎落成。
- 1992年 - 柔剣道場落成。
- 2000年 - 白石中ホームページ設立。
- 2007年 - 特色ある学校づくり研究指定(白石市教委)
- 2011年 - 東日本大震災により灯油地下タンク周辺隆起、体育館ガラス破損。
- 2013年 - 全教室無線LAN設備完了。電子黒板二台設備完了。
- 2016年 - p4c研修会実施。
- 2018年 - 70周年記念式典を開催。
- 2019年4月 - 南中学校と統合[2]。

## 学区
- 白石市立白石第一小学校(東北本線を境にして東側の地域を除く。)、白石市立白石第二小学校(東北本線を境にして東側の地域を除く。)、白石市立大平小学校、白石市立越河小学校、白石市立斎川小学校学区[3]

## 部活動

### 運動部
- 野球部
- サッカー部
- 男女卓球部
- 男女バスケ部
- 男女テニス部
- 女子バレー部
- 水泳部
- 新体操部
- 陸上部
- 柔道部
- 剣道部

### 文化部
- 吹奏楽部
- 総合文化部
- 文化体育部

## 著名な出身者
- さくま - ミュージシャン